# Mean Streets
Mean Streets is een Amerikaanse misdaadfilm uit 1973 die geschreven en geregisseerd werd door Martin Scorsese. De hoofdrollen worden vertolkt door Harvey Keitel en Robert De Niro. De film betekende de grote doorbraak van Scorsese, Keitel en De Niro, die enkele jaren later opnieuw zouden samenwerken aan Taxi Driver (1976).

## Verhaal
Charlie is een jonge Italo-Amerikaan die zich probeert op te werken in de maffia van New York. De katholieke gangster wordt echter gehinderd door zijn verantwoordelijkheidsgevoel t.o.v. zijn roekeloze vriend Johnny Boy, een gokker die schulden heeft bij verschillende woekeraars.
Charlie werkt voor zijn oom Giovanni, de plaatselijke capo, en is vooral verantwoordelijk voor het innen van schulden. Hij heeft stiekem een relatie met Teresa, de nicht van Johnny Boy. Aangezien ze last heeft van epilepsie, wordt de relatie afgekeurd door zijn oom, die ook wil dat hij minder tijd doorbrengt met Johnny Boy. Eervolle mannen trekken volgens Giovanni immers op met eervolle mannen.
Als een gevolg wordt Charlie verscheurd tussen zijn katholiek geloof en maffia-ambities. In zijn zoektocht naar verlossing ontfermt hij zich meermaals over Johnny Boy, die zich zelfdestructief gedraagt en zijn schuldeisers steeds vaker respectloos behandelt. Zo moet hij geld betalen aan onder meer Michael, een plaatselijke woekeraar. Wanneer Michael voor de zoveelste keer de schuld komt innen, grijpt Johnny Boy naar zijn vuurwapen om hem weg te jagen. Charlie raadt Johnny Boy aan om de stad een tijdje te verlaten. Teresa staat erop dat ze meegaat. Wanneer ze de buurt verlaten, duikt er naast hen ineens een andere auto op. In die auto zitten Michael en zijn handlanger Jimmy Shorts.
Jimmy vuurt enkele schoten af. Charlie en Johnny worden door de kogels geraakt, waardoor hun auto crasht. Terwijl het drietal van de crash bekomt, arriveren de politie- en hulpdiensten.

## Rolverdeling
| Acteur           | Personage        |
| ---------------- | ---------------- |
| Harvey Keitel    | Charlie          |
| Robert De Niro   | Johnny Boy       |
| David Proval     | Tony             |
| Amy Robinson     | Teresa           |
| Richard Romanus  | Michael          |
| Cesare Danova    | Giovanni         |
| Victor Argo      | Mario            |
| Jeannie Bell     | Diane            |
| George Memmoli   | Joey             |
| David Carradine  | Dronkaard        |
| Robert Carradine | Jongen met wapen |
| Harry Northup    | Soldaat          |
| Martin Scorsese  | Jimmy Shorts     |

## Productie

### Ontwikkeling
Nadat hij een ruwe versie van Boxcar Bertha (1972) aan zijn vriend en mentor John Cassavetes had laten zien, kreeg regisseur Martin Scorsese de kritiek te horen dat hij zonet een jaar uit zijn leven had verspild aan een slechte film. Cassavetes raadde hem aan om zich meer te concentreren op onderwerpen waar hij een band mee had en zich niet langer bezig te houden met exploitatiefilms. Hoewel Scorsese op dat ogenblik op het punt stond om in Costa Rica een nieuwe exploitatiefilm voor producent Roger Corman, getiteld I Escaped from Devil's Island (1973), op te nemen, volgde hij de raad van Cassavetes op.
De regisseur had in 1966 samen met studiegenoot Mardik Martin een religieus misdaadverhaal geschreven onder de titel Season of the Witch. Het verhaal speelde zich af in Little Italy, de Italiaanse buurt in New York waar Scorsese was opgegroeid, en bevatte zowel autobiografische elementen als personages die op kennissen van Scorsese gebaseerd waren. In samenwerking met zijn toenmalige vriendin Sandy Weintraub herschreef Scorsese het verhaal. Zo werden er heel wat religieuze elementen geschrapt en onder meer een vechtscène in een poolcafé aan het script toegevoegd. Nadien stelde hij het script voor aan Corman, die bereid was om het project te financieren op voorwaarde dat de cast uit zwarte acteurs zou bestaan, om zo te kunnen inspelen op de toen lucratieve blaxploitationmarkt. Scorsese overwoog het voorstel, maar besloot er niet op in te gaan.
Ook de titel van het scenario werd aangepast. Season of the Witch, wat verwees naar een gelijknamig nummer van Donovan uit 1966, werd op aanraden van filmjournalist Jay Cocks veranderd in Mean Streets, een verwijzing naar een stuk tekst uit de essay The Simple Art of Murder van Raymond Chandler. In de uiteindelijke film droomt het hoofdpersonage Charlie wel nog van een eigen nachtclub met de naam "Season of the Witch".
Via Cocks kwam Scorsese in 1972 in contact met de 26-jarige Jonathan Taplin, die sinds 1965 de manager was van rock- en folkartiesten als Bob Dylan en The Band. Taplin wilde de overstap maken naar de filmindustrie en hoopte om het script van Scorsese te verfilmen. De jonge muziekmanager overtuigde vervolgens zijn 24-jarige jeugdvriend E. Lee Perry, die net veel geld had geërfd, om 175.000 dollar in de film te investeren. Daarnaast kregen de makers ook financiële ondersteuning van Consolidated Film Industries (CFI), dat het script van Scorsese een hoge waardering had gegeven. Door de vele muziekrechten die betaald moesten worden zouden de productiekosten uiteindelijk oplopen tot een bedrag tussen 460.000 en 750.000 dollar.

### Casting
Het hoofdpersonage Charlie werd geschreven in de veronderstelling dat acteur Harvey Keitel, met wie Scorsese toen net aan Who's That Knocking at My Door (1967) had samengewerkt, de rol zou vertolken. De investeerders wilden echter Jon Voight, die enkele jaren voordien succes had geoogst met Midnight Cowboy (1969). Voight weigerde de rol, waarna Keitel gecast werd. In de Jon Voight Workshop in Los Angeles ontdekten de filmmakers de onbekende acteurs David Proval en Richard Romanus.
Eind 1972 leerde de regisseur op een kerstfeest van Cocks en diens echtgenote, actrice Verna Bloom, de jonge acteur Robert De Niro kennen. De twee herinnerden zich dat ze bij elkaar in de buurt waren opgegroeid en gemeenschappelijke vrienden hadden. De Niro, die aanvankelijk het hoofdpersonage Charlie wilde vertolken, kreeg uiteindelijk het personage Johnny Boy toegewezen.
De halfbroers Robert en David Carradine kregen een kleine rol in de film. Scorsese had eerder al met David en diens vader John Carradine samengewerkt aan Boxcar Bertha.
Hoewel de film zich hoofdzakelijk in het Italo-Amerikaanse milieu van New York zou afspelen, bevatte de hoofdcast met Cesare Danova slechts één acteur die volledig Italiaans was. David Proval en Amy Robinson hebben net als Harvey Keitel een Joodse achtergrond, terwijl Richard Romanus van Libanese afkomst is. Robert De Niro is langs vaderszijde van Iers-Italiaanse afkomst.

### Opnames
Om de kosten te drukken, besloot Scorsese om Mean Streets grotendeels in een filmstudio in Los Angeles op te nemen. De meeste scènes die zich binnen afspelen – zoals de vechtscène in het poolcafé – werden in Los Angeles opgenomen, terwijl de meeste scènes die zich buiten afspelen en stedelijke herkenningspunten bevatten in New York werden opgenomen. Ook scènes die zich in een trappenhal afspelen werden in New York gefilmd omdat het productieteam in Los Angeles geen gelijkaardige trappenhallen vond. Zo werd op een goedkope manier de indruk gewekt dat alle gebeurtenissen in en rond Little Italy plaatsvonden.
Met de hulp van filmstudenten van New York University filmde de regisseur eerst enkele dagen in New York. Zo nam hij beelden op van Keitel tijdens het feest van San Gennaro in Mott Street. Omdat hij geen toestemming had om te filmen, kreeg hij later een factuur van 5.000 dollar, een bedrag dat uiteindelijk zou voorgeschoten worden door collega Francis Ford Coppola. Nadien verhuisden de opnames voor een periode van drie weken naar Los Angeles.

### Release en ontvangst
De film werd aan zowel Paramount Pictures als Warner Bros. voorgesteld door Taplin en Scorsese. Paramount haakte snel af, maar Warner Bros. toonde wel interesse. De studio kocht de distributierechten voor 750.000 dollar.
De film werd in mei 1973 getoond op het filmfestival van Cannes. Daar raakten Taplin en Scorsese aan de praat met Federico Fellini, die de film niet had gezien maar desondanks een distributeur overtuigde om de buitenlandse rechten te kopen.
Begin oktober 1973 ging de film in première op het filmfestival van New York, waarna de film goede recensies kreeg en in twintig steden in de bioscoop werd uitgebracht. Mede door het typisch New Yorkse onderwerp van de film en de concurrentie van het romantisch drama The Way We Were (1973) gooide de film geen hoge ogen buiten New York. De meeste critici waren wel enthousiast. De invloedrijke recensente Pauline Kael loofde de misdaadfilm om zijn originaliteit. Vincent Canby van The New York Times was eveneens positief en noemde Mean Streets een "first-class film". Roger Ebert gaf de film een score van 4 op 4 en beschouwde Mean Streets als een mijlpaal van de moderne film.

## Muziek
De film kreeg een soundtrack met pop-, rock- en operamuziek van bekende artiesten als The Rolling Stones, Giuseppe Di Stefano, Eric Clapton en The Ronettes. Een groot deel van het budget ging naar royalty's. Zo betaalde producent Taplin 30.000 dollar om het nummer "Jumpin' Jack Flash" van The Rolling Stones te mogen gebruiken.
Het openingsnummer van de film, "Be My Baby" van The Ronettes, werd dan weer gebruikt zonder de toestemming van muziekproducent Phil Spector. Toen Spector via John Lennon te weten kwam dat Mean Streets het nummer had gebruikt, dreigde die met een rechterlijk bevel om de film uit roulatie te halen. Omdat Scorsese nog een onbekende naam was en verwacht werd dat de film geen hoge ogen zou gooien, gaf Spector op aandringen van Lennon uiteindelijk zijn toestemming om het nummer te gebruiken.
Scorsese haalde de meeste nummers uit zijn eigen muziekcollectie. De combinatie van misdaad/geweld en popnummers groeide later uit tot een van de handelsmerken van de regisseur.

### Tracklist
1. "Jumpin' Jack Flash" – The Rolling Stones
2. "Tell Me" – The Rolling Stones
3. "I Love You So" – The Chantels
4. "Addio, Sogni di Gloria" – Giuseppe Di Stefano
5. "Canta Pe'me" – Giuseppe Di Stefano
6. "Munasterio 'e Santa-Chiara" – Giuseppe Di Stefano
7. "Marruzella" – Renato Carosone
8. "Scapricciatiello" – Renato Carosone
9. "Steppin' Out" – John Mayall's Bluesbusters
10. "Please Mr. Postman" – The Marvelettes
11. "I Looked Away" – Eric Clapton
12. "Desiree" – The Charts
13. "Rubber Biscuit" – The Chips
14. "Pledging My Love" – Johnny Ace
15. "Ritmo Sabroso" – Ray Barretto
16. "You" – The Aquatones
17. "Ship of Love" – The Nutmegs
18. "Florence" – The Paragons
19. "Malafemmina" – Jimmy Roselli
20. "Those Oldies but Goodies" – Little Caesar and The Romans
21. "I Met Him on a Sunday" – The Shirelles
22. "Be My Baby" – The Ronettes
23. "Mickey's Monkey" – The Miracles

## Prijzen en nominaties
| Jaar | Prijs                              | Categorie                    | Genomineerde(n)                | Uitslag     |
| ---- | ---------------------------------- | ---------------------------- | ------------------------------ | ----------- |
| 1974 | National Society of Film Critics   | Best Film                    | Best Film                      | 2e plaats   |
| 1974 | National Society of Film Critics   | Beste acteur                 | Harvey Keitel                  | 6e plaats   |
| 1974 | National Society of Film Critics   | Beste acteur                 | Robert De Niro                 | 4e plaats   |
| 1974 | National Society of Film Critics   | Beste acteur in een bijrol   | Robert De Niro                 | Gewonnen    |
| 1974 | New York Film Critics Circle Award | Beste acteur in een bijrol   | Robert De Niro                 | Gewonnen    |
| 1974 | Writers Guild of America Award     | Beste originele scenario     | Martin Scorsese, Mardik Martin | Genomineerd |
| 1976 | Nastro d'Argento                   | Beste buitenlandse regisseur | Martin Scorsese                | Genomineerd |

## Invloed

### Film en tv
Mean Streets legde de basis voor wat bekend zou worden als de typische stijl van Martin Scorsese. Het gebruik van een lang tracking shot, rockmuziek, thema's als religie en misdaad, voice-overs en de samenwerking met acteurs Robert De Niro en Harvey Keitel groeiden na Mean Streets uit tot het handelsmerk van de regisseur. Die stijl inspireerde in de loop der jaren verscheidene film- en televisiemakers, waaronder Quentin Tarantino en Paul Thomas Anderson.
Ook de tv-serie The Sopranos (1999–2007) werd sterk beïnvloed door Mean Streets. Acteurs David Proval en Richard Romanus, die in Mean Streets respectievelijk Tony en Michael vertolkten, kregen later ook een bijrol in de maffiaserie van HBO.

### Muziek
De Britse popgroep Dexys Midnight Runners kleedde in zich 1980 als de dokwerkers uit Mean Streets om vervolgens bij elk nieuw album van imago te veranderen.